# Управление по делам пожилых людей штата Иллинойс
Управление по делам пожилых людей штата Иллинойс (англ. Illinois Department on Aging) — кадровый отдел правительства штата Иллинойс, который осуществляет, управляет и обеспечивает соблюдение всех прав, полномочий и обязанностей, возложенных на него Законом штата Иллинойс о пожилых людях.
С февраля 2016 года Джин Бонхофф (англ. Jean Bohnhoff) стала директором по вопросам о пожилых людях. Совет по делам пожилых людей штата Иллинойс, в состав которого входят граждане и члены законодательного органа, служит консультативным органом Управление по делам пожилых людей штата Иллинойс.